# 科拉伊區
科拉伊區，是海地的區，位於該國西南部，由大灣省負責管轄，面積767.4平方公里，海拔高度186米，2015年該區人口131,561，人口密度每平方公里171.4人。